# 伍德霍尔学校
伍德霍尔学校（英語：The Woodhall School）是一所位于美国康涅狄格州伯利恒的一所男子寄宿学校，由莎莉·坎贝尔·伍德霍尔和乔纳森·A·伍德霍尔在1983年创立。

## 隶属
- 新英格蘭學校和學院協會 (NEASC)
- 全国独立学校协会（英语：National Association of Independent Schools） (NAIS)